# Леонов, Александр Петрович
Александр Петрович Леонов (род. 21 мая  1960, Ярцево, Смоленская область, РСФСР, СССР) — российский военачальник. Командующий войсками ПВО Сухопутных войск Вооружённых Сил РФ с 2010 года, генерал-лейтенант (2013).

## Биография
Леонов Александр Петрович родился 21 мая 1960 года в городе Ярцево Смоленской области. В 1981 году окончил Смоленское высшее зенитное ракетное инженерное училище, в 1994 году — Военную академию противовоздушной обороны Сухопутных войск Российской Федерации в Смоленске, в 2004 году — Военную академию Генерального штаба ВС РФ.
Прошел ступени командира взвода, роты, батареи; начальника штаба зенитного ракетного дивизиона; начальника штаба зенитного ракетного полка; командира зенитного ракетного полка; начальника штаба — заместителя начальника войск ПВО армии; начальника штаба — первого заместителя начальника войск ПВО округа, начальника войск ПВО округа.
Служил в Сибирском, Приволжско-Уральском и Дальневосточном военных округах.
В 2010 году указом Президента Российской Федерации назначен начальником войск противовоздушной обороны Сухопутных войск. Имеет классную квалификацию — мастер.
Эксперты «Bellingcat» относят Александра Леонова к числу тех россиян, которые отвечали за транспортировку ЗРК «Бук» на территорию Донбасса, неконтролируемую Украиной, и за пуск ракеты, которая сбила самолёт Боинг MH17 17 июля 2014 года. В тот же день Леонов давал интервью телеканалу «Россия 24» в передаче «„Стратегия“: Сухопутная ПВО».

## Награды
Награждён орденом «За военные заслуги», медалью ордена «За заслуги перед Отечеством» II степени, Памятным знаком Главнокомандующего Сухопутными войсками, медалями.